# Ridwan Sanusi
Ridwan Sanusi (ur. 21 września 2002) – nigeryjski piłkarz grający na pozycji napastnika w klubie MŠK Žilina.

## Kariera juniorska
Sanusi grał jako junior w Obazz FC (do 2021).

## Kariera seniorska

### ŠKF Sereď
Sanusi przeszedł do ŠKF Sereď 22 lipca 2021. Debiut dla nich zaliczył 11 września 2021 w wygranym 2:0 spotkaniu przeciwko Tatranowi Liptowski Mikułasz. Łącznie rozegrał dla nich 9 meczów, nie strzelił żadnego gola.

### FK Slavoj Trebišov
Sanusi został wypożyczony do FK Slavoj Trebišov 27 lipca 2022. Debiut dla nich zaliczył 31 lipca 2022 w przegranym 1:2 spotkaniu przeciwko rezerwom Slovana Bratysława. Pierwszego gola strzelił 23 sierpnia 2022 w meczu Pucharu Słowacji z TJ Družstevník Borov (8:0). Ostatecznie w ich barwach wystąpił 15 razy i zdobył jedną bramkę.

### FK Pohronie
Sanusi trafił na wypożyczenie do FK Pohronie 1 marca 2023. Debiut dla nich zaliczył 3 marca 2022 w zremisowanym 1:1 spotkaniu przeciwko FK Humenné, zdobył wtedy też swoją pierwszą bramkę. Łącznie rozegrał dla nich 11 meczów i strzelił 2 gole.

### FK Železiarne Podbrezová
Sanusi przeniósł się do FK Železiarne Podbrezová 6 lipca 2023. Debiut dla nich zaliczył 12 sierpnia 2023 w wygranym 1:0 spotkaniu przeciwko FC ViOn Zlaté Moravce. Pierwsze cztery gole strzelił 23 sierpnia 2023 w meczu Pucharu Słowacji z Tatranem Čierny Balog (12:0). Ostatecznie w ich barwach wystąpił 54 razy i zdobył 15 bramek.

### MŠK Žilina
Sanusi przeszedł do MŠK Žilina 5 lutego 2025. Zadebiutował u nich 8 lutego 2025 w meczu z FC Košice (0:2). Pierwszą bramkę zdobył 30 marca 2025 w wygranym 4:2 spotkaniu przeciwko Spartakowi Trnawa.
W 2025 Sanusi rozegrał dwa mecze w rezerwach MŠK Žilina.

## Statystyki

### Klubowe
(aktualne na dzień 28 lipca 2025)
| Klub                     | Sezon              | Liga               | Liga  | Liga   | Puchar kraju | Puchar kraju | Europa | Europa | Suma  | Suma   |
| Klub                     | Sezon              | Liga               | Mecze | Bramki | Mecze        | Bramki       | Mecze  | Bramki | Mecze | Bramki |
| ------------------------ | ------------------ | ------------------ | ----- | ------ | ------------ | ------------ | ------ | ------ | ----- | ------ |
| ŠKF Sereď                | 2021/22            | I liga słowacka    | 8     | 0      | 1            | 0            | –      | –      | 9     | 0      |
| ŠKF Sereď                | 2022/23            | I liga słowacka    | 0     | 0      | 0            | 0            | –      | –      | 0     | 0      |
| ŠKF Sereď                | Ogólnie            | Ogólnie            | 8     | 0      | 1            | 0            | 0      | 0      | 9     | 0      |
| FK Slavoj Trebišov       | 2022/23            | II liga słowacka   | 12    | 0      | 3            | 1            | –      | –      | 15    | 1      |
| FK Slavoj Trebišov       | Ogólnie            | Ogólnie            | 12    | 0      | 3            | 1            | 0      | 0      | 15    | 1      |
| FK Pohronie              | 2022/23            | II liga słowacka   | 11    | 2      | 0            | 0            | –      | –      | 11    | 2      |
| FK Pohronie              | Ogólnie            | Ogólnie            | 11    | 2      | 0            | 0            | 0      | 0      | 11    | 2      |
| FK Železiarne Podbrezová | 2023/24            | I liga słowacka    | 27    | 7      | 7            | 5            | –      | –      | 34    | 12     |
| FK Železiarne Podbrezová | 2024/25            | I liga słowacka    | 18    | 3      | 2            | 0            | –      | –      | 20    | 3      |
| FK Železiarne Podbrezová | Ogólnie            | Ogólnie            | 45    | 10     | 9            | 5            | 0      | 0      | 54    | 15     |
| MŠK Žilina               | 2024/25            | I liga słowacka    | 10    | 1      | 1            | 0            | –      | –      | 11    | 1      |
| MŠK Žilina               | 2025/26            | I liga słowacka    | 1     | 0      | 0            | 0            | 0      | 0      | 1     | 0      |
| MŠK Žilina               | Ogólnie            | Ogólnie            | 11    | 1      | 1            | 0            | 0      | 0      | 12    | 1      |
| MŠK Žilina II            | 2024/25            | II liga słowacka   | 2     | 0      | 0            | 0            | –      | –      | 2     | 0      |
| MŠK Žilina II            | Ogólnie            | Ogólnie            | 2     | 0      | 0            | 0            | 0      | 0      | 2     | 0      |
| Ogólnie w karierze       | Ogólnie w karierze | Ogólnie w karierze | 89    | 13     | 14           | 6            | 0      | 0      | 103   | 19     |